# المنياس (حبيش)

تعديل مصدري - تعديل

المنياس محلة تابعة لقرية عاش، التابعة لعزلة السلق بمديرية حبيش إحدى مديريات محافظة إب في الجمهورية اليمنية، بلغ تعداد سكانها 55 حسب تعداد اليمن لعام 2004.